# Кохедес (щат)
Кохѐдес (на испански: Cojedes) е един от 23-те щата на южноамериканската държава Венецуела. Намира се в северната част на страната. Общата му площ е 14 800 км², а населението е 357 866 жители (по изчисления за юни 2017 г.). Основан е през 1864 г.